# Myst V: Koniec wieków
Myst V: Koniec wieków (ang. Myst V: End of Ages) – komputerowa gra przygodowa, piąta i ostatnia część serii Myst. Gra została stworzona przez Cyan Worlds i wydana przez Ubisoft na Macintosha i komputery osobiste 20 września 2005. Tak jak w poprzednich grach serii, rozgrywka Końca Wieków skupia się na przemierzaniu światów zwanych Wiekami poprzez używanie specjalnych ksiąg i przedmiotów, które działają jak portale. W każdym Wieku gracz rozwiązuje zagadki i odkrywa wskazówki dotyczące historii, które ukryte są w Wiekach lub zapisane w dziennikach i pamiętnikach. Gracz przez swoje działania w grze decyduje o losie starożytnej cywilizacji D'ni.
W przeciwieństwie do poprzednich części, w Końcu Wieków zamieniono prerenderowane środowisko na wyświetlane w czasie rzeczywistym, które pozwala graczowi na swobodną eksplorację Wieków. Twarze aktorów zostały cyfrowo nałożone na trójwymiarowe modele postaci dla zachowania realizmu. Cyan Worlds starało się, aby gra była bardziej przystępna dla początkujących graczy poprzez dodanie wielu metod poruszania się i zmniejszenia trudności zagadek. Twórca serii, Rand Miller, postanowił dać graczom możliwość zdecydowania o losie postaci w grze jako prezent dla fanów Mysta.
Koniec Wieków został przyjęty pozytywnie po premierze. Mimo skarg, jak np. zmniejszonej interaktywności w porównaniu do poprzednich gier i biedniejszej grafiki, czasopisma takie jak MacWorld, Computer Gaming World oraz The Washington Post oceniły grę jako godne zakończenie serii. Po wydaniu Końca Wieków Cyan Worlds nagle ogłosił koniec działalności w zakresie rozwoju oprogramowania i zwolnienie większości pracowników, ale w kilka tygodni później był w stanie ponownie zatrudnić większość z nich. Włączając sprzedaż Końca Wieków, wszystkie tytuły z serii Myst sprzedały się w liczbie ponad 12 milionów kopii (dane z listopada 2007 r.).